# Transfusion de plaquettes
La transfusion de plaquettes, également connue sous le nom de concentré plaquettaire, est une injection de plaquettes, provenant de dons de sang.

## Usage médical
La transfusion plaquettaire a fait l'objet de la publication de recommandations. Celles américaines, datent de 2015. D'autres, internationales datent également de 2015.
La transfusion plaquettaire est utilisée pour prévenir ou traiter les hémorragies chez les personnes dont le nombre de plaquettes est faible ou dont la fonction plaquettaire est médiocre, ce qui est souvent le cas des personnes recevant une chimiothérapie anticancéreuse.
La transfusion préventive est souvent pratiquée chez les personnes dont le taux de plaquettes est inférieur à 10 x 109 /L. Chez ceux qui saignent, la transfusion est généralement effectuée à moins de 50 x 109 /L. La compatibilité des groupes sanguins (ABO, RhD) est généralement recommandé avant l'administration de plaquettes. Les plaquettes non appariées, cependant, sont souvent utilisées en raison de l'indisponibilité des plaquettes appariées. Ils sont administrés par injection dans une veine.

## Effets secondaires
Ils sont plus courants que lors d'une transfusion sanguine. Les effets secondaires peuvent inclure des réactions allergiques telles que l'anaphylaxie, l'infection et les lésions pulmonaires. Les infections bactériennes sont relativement plus fréquentes avec les plaquettes car elles sont conservées à des températures plus élevées. Les plaquettes peuvent être produites à partir de sang total ou par aphérèse. Elles peuvent être conservées pendant cinq à sept jours.

## Histoire
Les transfusions de plaquettes sont devenues un usage médical dans les années 1950 et 1960,. Elles figure sur la liste des médicaments essentiels de l'Organisation mondiale de la santé . Au Royaume-Uni, cela coûte au NHS environ 200 £ par unité. Certaines versions de plaquettes ont été partiellement débarrassées des globules blancs ou ont subi une irradiation gamma, ce qui présente des avantages spécifiques pour certaines populations.